# Elección papal de 1227
La elección papal de 1227 (19 de marzo), fue convocada después de la muerte del papa Honorio III, el 18 de marzo de 1227 en Roma. En dicha elección fue electo Ugolino di Conti quien tomó el nombre de Gregorio IX.

## Elección papal
Los cardenales presentes en Roma se reunieron en el Septizodium al día siguiente de la muerte de Honorio III y decidieron elegir al nuevo Papa por compromissum, es decir, no por todo el Sacro Colegio Cardenalicio, sino por un comité de unos pocos, facultados por el resto para nombrar al nuevo Pontífice. 
El mismo procedimiento ya se había empleado en la elección anterior. El comité estaba compuesto por tres cardenales, entre los que se encontraban los cardenales-obispos Ugolino di Segni de Ostia y Konrad von Urach de Oporto (el nombre del tercero no consta). 
Inicialmente, el comité eligió a su miembro Konrad von Urach con dos votos de tres, pero este rechazó la tiara. Acto seguido, el resto de los cardenales eligieron por unanimidad a Ugolino di Segni (otro miembro del comité) el 19 de marzo de 1227. Este aceptó a regañadientes el alto honor, adoptando el nombre de Gregorio IX.
El nuevo papa recibió el palio en la Basílica Vaticana el 21 de marzo de 1227, y ese mismo día fue entronizado en la Basílica de Letrán. El 11 de abril de 1227, su pariente Ottaviano Conti di Segni, archidiácono del Sacro Colegio, lo coronó solemnemente en la Basílica de Santa María la Mayor.
Probablemente participaron en la elección 15 de los 18 cardenales.
Probablemente faltaron tres cardenales.